# Rodrigo De Olivera
Rodrigo De Olivera Donado (n. Montevideo, Uruguay; 20 de diciembre de 1994) es un futbolista uruguayo. Juega como delantero y su equipo actual es el Juticalpa F. C. de la Liga Nacional de Honduras.

## Clubes
| Club                   | País     | Año       |
| ---------------------- | -------- | --------- |
| Danubio                | Uruguay  | 2012-2015 |
| Montevideo Wanderers   | Uruguay  | 2016      |
| Villa Española         | Uruguay  | 2017      |
| Sportivo Cerrito       | Uruguay  | 2017      |
| Montevideo Wanderers   | Uruguay  | 2018      |
| Tacuarembó             | Uruguay  | 2018-2019 |
| Central Español        | Uruguay  | 2019      |
| Montevideo City Torque | Uruguay  | 2020      |
| Barnechea              | Chile    | 2021-2022 |
| Central Español        | Uruguay  | 2022-2023 |
| Juticalpa F. C.        | Honduras | 2023-Act. |